# Автодорога Р-13 (Украина)
Автодорога Н 28 — автомобильная дорога национального значения на территории Украины. 
Проходит по территории Черниговской области.

## Общая длина
Общая длина автодороги Чернигов - Городня - Сеньковка составляет 72,3 км.

## Маршрут
Маршрутная карта автодороги  Н-28:
| Автодорога Н 28    |                                        |
| Черниговский район |                                        |
| Чернигов           | E 95 М-01 Н-27 Н-28 P-56 T-2501 T-2506 |
| Новосёловка        |                                        |
| Березанка          |                                        |
| Киселёвка          | Н-27                                   |
| Черныш             |                                        |
| Седнев             |                                        |
| Городнянский район |                                        |
| Смычин             |                                        |
| Дибровное          |                                        |
| Политрудня         | Т-2512                                 |
| Городня            |                                        |
| Ясеновка           |                                        |
| Бутовка            |                                        |
| Полесье            |                                        |
| Гасичевка          | Т-2518                                 |
| Сеньковка          | Н-28                                   |